# Misumenops decolor
Misumenops decolor là một loài nhện trong họ Thomisidae.
Loài này thuộc chi Misumenops. Misumenops decolor được Wladislaus Kulczynski miêu tả năm 1901.